# Pierre Dolbeault
Pierre Dolbeault (10 octobre 1924 - 12 juin 2015) est un mathématicien français.

## Biographie
Entré à l'École normale supérieure en 1944, il soutient en 1955 sa thèse préparée sous la direction d'Henri Cartan. Il enseigne à partir des années 1950 à Montpellier, Bordeaux, puis finalement à l'Université Pierre-et-Marie-Curie (Jussieu, Paris-6). Avec les mathématiciens Pierre Lelong et Henri Skoda, il organise un séminaire d'analyse complexe à Paris. Il est l'un des grands spécialistes de l'analyse complexe, et a obtenu des résultats de nature topologique qui forment les fondements de cette discipline. 
En particulier, il développe une théorie cohomologique appelée par la suite cohomologie de Dolbeault et on lui doit le théorème de Dolbeault.

## Ouvrages
- Analyse Complexe, Masson, coll. « Maîtrise de mathématiques pures », 1990 (coll. dirigée par P. Malliavin).
- « Variétes et Espaces Analytiques Complexes », dans Jean-Paul Pier, (en) Development of Mathematics 1950–2000, Birkhäuser, 2000 (lire en ligne), p. 359-436.
- (en) Avec E. M. Chirka, G. M. Khenkin et A. G. Vitushkin, Introduction to Complex Analysis, Springer, coll. « Encyclopaedia of Mathematical Sciences » (no 7), 1997.